# 艾瑞克 (歌劇魅影)
艾瑞克（英語：Erik），也被稱為歌劇魅影（英語：The Phantom of the Opera）、劇院之鬼（英語：Opera Ghost），或魅影（英語：The Phantom），是法國作家卡斯頓·勒胡於1911年出版的小說《歌劇魅影》（法語：Le Fantôme de l'Opéra）的同名角色，也是其小說的各影視改編作品的主角和反派。外貌形象以安德魯·洛伊·韋伯的音樂劇版中，右臉帶著半張面具的魅影最為人所知。

## 原著小說
原著小說中，艾瑞克有天生的缺陷，其一是臉部畸形、長得像骷髏頭。小時候母親因害怕他的臉而要他戴著面具。他充滿才華，精通建築、機關、音樂、魔術等技藝，卻因可怖的外貌被人排斥，總是戴著面具、離群索居。有一段時間他四處流浪，一度來到波斯，得到蘇丹賞識而成為波斯皇宮的一名弄臣。艾瑞克在此充分發揮了他的才華，打造了許多用以取悅蘇丹寵姬的建築與機關，其中包括了許多殘忍的陷阱與刑具，並在此結識了一生中唯一稱得上是朋友的宮庭侍衛長波斯人。然而艾瑞克最後因故惹怒了蘇丹，幾乎被殺，所幸蒙波斯人之助才得以逃回故鄉法國。回國後的他承包了巴黎歌劇院的工程，建造期間藉機在歌劇院的地底湖處替自己蓋了隱密的住處。落成之後，他因通曉劇院各處的暗門、機關而來去自如。他平時大多在作曲，也常插手劇院的管理事務、人事安排。他要求劇院經理付他「薪水」，甚至在劇院擁有私人五號包廂。如果事務安排不合他的意，他會寫黑函恐嚇劇院經理、四處整人，例如在排演時讓布幕掉下來砸到人。當警告不被理會，或看某人很不順眼時，他甚至動手殺人。
後來，歌劇院來了一個新的女伶，克莉絲汀·戴耶，艾瑞克不知不覺愛上了她，每天跑到她廂房的暗門後教她聲樂技巧。克莉絲汀一直以為那個聲音是父親生前提過的「音樂天使」而不疑有他。後來克莉絲汀的兒時玩伴韓晤·夏尼子爵（Viscount Raoul de Chagny）出現並追求她，艾瑞克則想盡辦法要拆散他們。經過各種算計、設下陷阱，艾瑞克抓住子爵，拿子爵的生命當籌碼，威脅克莉絲汀和他在一起。但等到克莉絲汀為了子爵而答應後，艾瑞克反而悟得了真愛的意義，放走他們，不久悲傷而死。

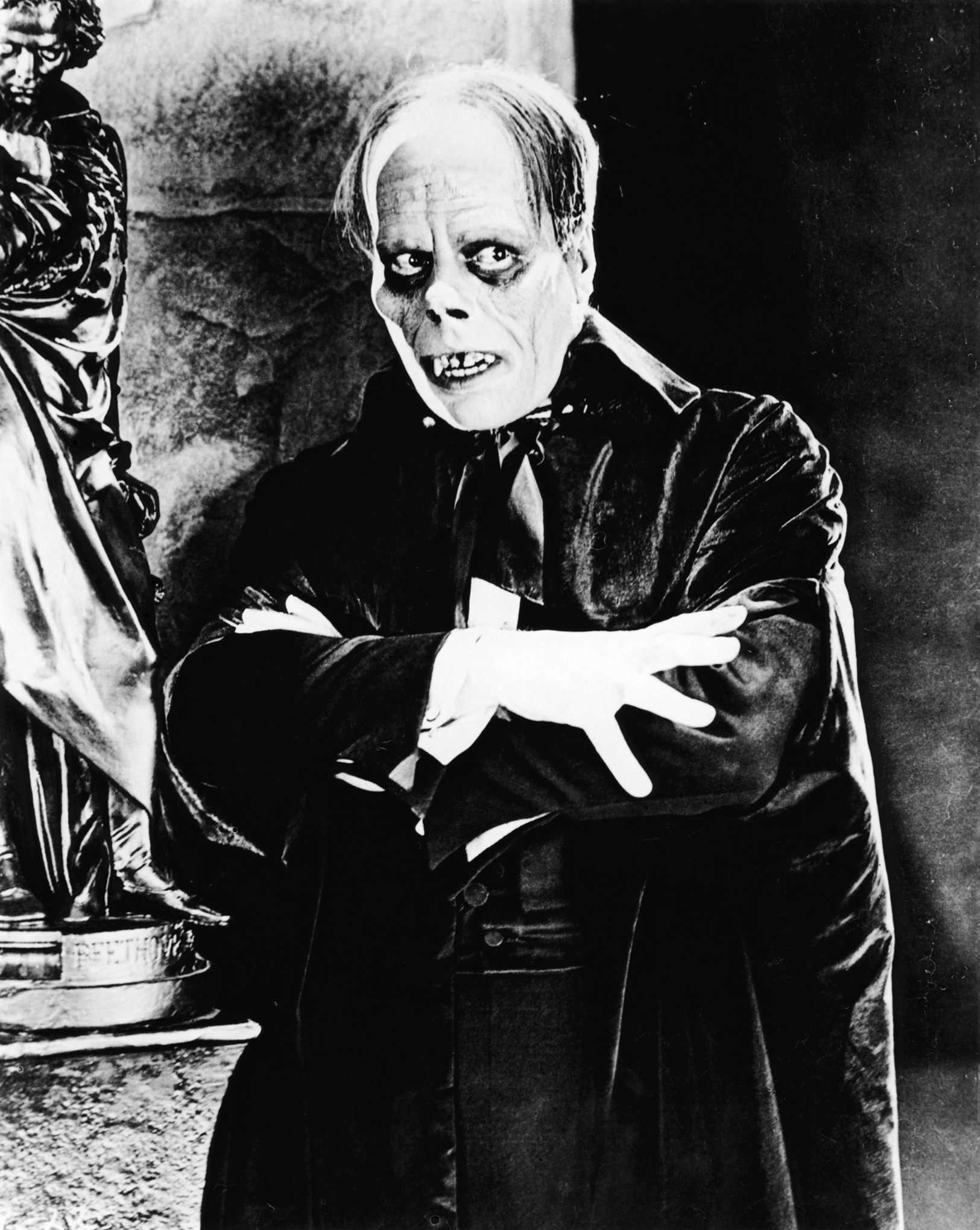
朗·錢尼飾演的魅影，1925年電影。

查爾斯・丹斯飾演的魅影，1990年電視電影。一般認為此版本的魅影相較於其他的更有人性。

傑拉德·巴特勒飾演的魅影，2004年電影。

## 改編版本
1925年同名默片版的劇情基本上和原著相同，除了艾瑞克最後試圖強行帶走克莉絲汀但失敗，被追捕他的暴民毆打致死。此版的版權已進入公開領域。
1986年音樂劇版和以前者為基礎改編的2004年電影版中，魅影只有右半邊臉畸形，因此只戴半張面具（為了舞台效果的設計），後來則不知去向。
1990年迷你電視電影版（直接改編自小說，和韋伯的音樂劇無關）的艾瑞克為前巴黎歌劇院經理的私生子，最後被警察圍捕時不願意被活捉，暗示父親槍殺了他。一般認為這個版本的艾瑞克比其他的更有人性。後來這個版本改編成音樂劇《魅影》（Phantom），1991年首演於德州。
2010年的音樂劇原創續作《愛無止盡》（英語：Love Never Dies）故事背景是1986年音樂劇背景的十年後，作者洛伊·韋伯表示「這不是續集，是獨立的故事」（歌劇魅影的粉絲普遍認為這是「官方同人」）。故事中，艾瑞克消失後來到了美國曼哈頓，與克莉絲汀再度相遇。

## 備註
1. ↑  安德魯·洛伊·韋伯在1986年音樂劇版和2004年電影版均未提及魅影的名字。
2. ↑  編劇亞瑟·科別特在1986年版音樂劇出來前就有把小說改編成音樂劇的想法，但有相同的想法的安德魯·洛伊·韋伯比他早推出，所以他把自己的音樂劇劇本改寫成電視》影集劇本。